# Takaya Osanai
Takaya Osanai (小山内 貴哉 Osanai Takaya?, nacido el 15 de junio de 1993 en Sapporo, Hokkaido) es un futbolista japonés que se desempeña como defensa.

## Trayectoria

### Clubes
| Club                | País  | Año         |
| ------------------- | ----- | ----------- |
| Consadole Sapporo   | Japón | 2011 - 2015 |
| J. League sub-22    | Japón | 2014 - 2015 |
| AC Nagano Parceiro  | Japón | 2015        |
| Fukushima United FC | Japón | 2016 - 2017 |

## Estadística de carrera

### J. League
| Club                | Año   | J. League | J. League | Copa J. League | Copa J. League | Total | Total |
| Club                | Año   | Part.     | Goles     | Part.          | Goles          | Part. | Goles |
| ------------------- | ----- | --------- | --------- | -------------- | -------------- | ----- | ----- |
| Consadole Sapporo   | 2011  | 0         | 0         | -              | -              | 0     | 0     |
| Consadole Sapporo   | 2012  | 0         | 0         | 1              | 0              | 1     | 0     |
| Consadole Sapporo   | 2013  | 5         | 0         | -              | -              | 5     | 0     |
| Consadole Sapporo   | 2014  | 11        | 1         | -              | -              | 11    | 1     |
| Consadole Sapporo   | 2015  | 0         | 0         | -              | -              | 0     | 0     |
| J. League sub-22    | 2014  | 1         | 0         | -              | -              | 1     | 0     |
| J. League sub-22    | 2015  | 3         | 0         | -              | -              | 3     | 0     |
| AC Nagano Parceiro  | 2015  | 8         | 1         | -              | -              | 8     | 1     |
| Fukushima United FC | 2016  | 0         | 0         | -              | -              | 0     | 0     |
| Fukushima United FC | 2017  | 4         | 0         | -              | -              | 4     | 0     |
| Total               | Total | 32        | 2         | 1              | 0              | 33    | 2     |